# Espacio personal
El espacio personal se entiende como el espacio vital que rodea a las personas. Este espacio permite interactuar con las demás personas de manera cómoda y adecuada en función de las circunstancias.

## Distancias zonales
Podemos distinguir cuatro tipos de distancias zonales en función de la distancia con la otra persona. Se debe destacar que dicha distancia varia en función de cada persona, la cultura y la sociedad del individuo.

### Espacio próximo
Se describe como el Espacio próximo más importante y es la que una persona cuida como su propiedad. Solo se permite la entrada a los que están muy cerca de la persona en forma emocional como: pareja, padres, hijos, mascotas, amigos íntimos y parientes cercanos que son independientes

### Espacio social
Es la gran distancia con la que se mantienen las personas de aquellas otras personas que les resulta desconocidas o poco conocidas.

### Espacio público
Es el lugar donde se mantienen las personas para dirigirse a un grupo de personas.
- Datos: Q5839806
- Multimedia: Personal space / Q5839806